# オグニェン・ミトロヴィッチ
オグニェン・ミトロヴィッチ（Ognjen Mitrović (セルビア語: Огњен Митровић、1999年6月30日 - ）は、セルビア・スレムスカ・カメニツァ出身のプロサッカー選手。FKスパルタク・スボティツァ所属。ポジションは、ディフェンダー、ミッドフィールダー。

## クラブ歴
2018年7月22日、ラドニチュキ・ニシュ戦でセルビア・スーペルリーガデビューを果たした。